# Route d'Agde
La route d'Agde (en occitan : rota d'Agde) est une voie de Toulouse, chef-lieu de la région Occitanie, dans le Midi de la France.

## Situation et accès

### Description
La route d'Agde est une voie publique. Elle marque la limite entre les quartiers de la Roseraie et de la Juncasse-Argoulets, puis traverse le quartier de Gramont.
Elle fut une partie de l'ancienne route nationale 112 de Toulouse à Agde, par Lavaur, Castres et Béziers. En 1973, la partie de la route entre Toulouse et Castres est déclassée en route départementale 112. En 2017, date à laquelle la gestion de la partie de la route située sur le territoire de Toulouse Métropole est transférée à la métropole, elle est devenue la route métropolitaine 112.
Entre la place de la Roseraie et le rond-point David-Freiman, la chaussée compte une voie de circulation automobile dans chaque sens. Il n'existe en revanche ni bande, ni piste cyclable.

### Voies rencontrées
La route d'Agde rencontre les voies suivantes, dans l'ordre des numéros croissants (« g » indique que la rue se situe à gauche, « d » à droite) :
1. Rue de la Côte-d'Or (g)
2. Place de la Roseraie (d)
3. Avenue du Président-Gaston-Doumergue (g)
4. Rue des Orchidées (g)
5. Avenue Marcel-Doret (g)
6. Rue Théodore-Lenotre (g)
7. Rue Jean-Houdon (d)
8. Chemin des Argoulets (d)
9. Chemin de Nicol (g)
10. Rond-point David-Freiman
11. Avenue d'Atlanta (g)
12. Chemin du Verdon (d)
13. Périphérique/Autoroute des Deux Mers (A62) - Échangeur no 15
14. Chemin de Gabardie (g)
15. Rue Saint-Jean - Balma (d)
16. Avenue Georges-Pompidou - Balma (d)
17. Chemin de Montredon - accès piéton (g)
18. Route de Lavaur - Balma

### Transports
La route est desservie par plusieurs stations de métro de la ligne . Près de la place de la Roseraie, où se trouve la station du même nom, sont placés les arrêts des lignes de bus 1936. Au bout du chemin du Verdon se trouve la station Argoulets, ainsi que les terminus des lignes de bus 334376. Enfin, la route d'Agde donne accès, sur le territoire de la commune de Balma, à la station Balma – Gramont et aux arrêts des lignes de bus 20516872101102103. 
Plusieurs stations de vélos en libre-service VélôToulouse se trouvent le long de la route d'Agde ou à proximité : la station no 178 (avenue Yves-Brunaud), no 215 (8 rue de Gaillac), no 216 (3 rue Jean-Houdon), no 284 (chemin du Verdon) et no 285 (rue Saint-Jean).

## Odonymie
La route d'Agde fut une partie de la route impériale 132, devenue la route royale, puis nationale 112, de Toulouse à Agde. Elle prit naturellement le nom de cette commune de l'Hérault à laquelle elle aboutissait. 
Au XVe siècle, on la désignait comme le chemin de Montrabé, de Verfeil ou encore de Lavaur, puisqu'il menait à toutes ces communes du Lauragais. Ce chemin partait de la porte Matabiau (emplacement des actuelles place Jeanne-d'Arc et rue Matabiau), puis s'élevait doucement sur le coteau nord de la butte du Calvinet (parties des actuelles rues des Cheminots et Périole) pour redescendre dans la vallée de l'Hers, qu'il franchissait au pont Saint-Hilaire. Ce pont était aussi désigné comme le pont de Périole, du nom d'un lieu-dit à la limite de Balma (actuelle route de Lavaur, près du no 1-5 rue de la Tuilerie à Balma). À la fin du XVIIe siècle, le chemin de Verfeil prit le nom de chemin de Bayard, qu'il devait à la famille Bayard qui possédait un moulin à blé utilisant la force de la chute d'eau de l'écluse de Bayard sur le canal du Midi : le nom en a été conservée par la rue de Bayard,.

## Patrimoine et lieux d'intérêt

### Lotissement de la S.I.T.E.E.V.
Le lotissement est créé le 1er décembre 1930 par la Société immobilière toulousaine pour l'extension et l'embellissement de la ville (S.I.T.E.E.V.), constituée pour l'aménagement des nouveaux quartiers de la Roseraie et de Jolimont. Il est aménagé entre la rue de Caumont et le chemin des Argoulets à l'est, l'avenue de Lavaur au sud, l'avenue Joseph-Le Brix et le chemin Michoun à l'ouest, l'avenue de la Roseraie, la rue Théodore-Lenotre et la route d'Agde au nord.
- no  2 : villa Daure. 
La villa est construite en 1936 pour M. Daure, par l'architecte Bernard Darroquy. Il avait d'ailleurs réalisé, l'année précédente, le dancing de la Roseraie (actuel no 135 avenue de Lavaur, face à la place du même nom). La maison, de style Art déco, se situe au cœur d'une parcelle entre la rue d'Agde et l'avenue du Parc (actuel no 3). Elle se compose d'un bâtiment principal à plusieurs corps de quatre ou cinq niveaux (sous-sol, rez-de-chaussée surélevé, deux étages et un comble). Les élévations sont dissymétriques et à décrochements. La façade principale présente trois travées décalées. Au centre, un escalier droit monte à la porte d'entrée, voûtée en plein cintre et protégée par un porche en œuvre. Les façades sont mises en valeur par les motifs de calepinage au niveau de l'allège des fenêtres[6].

- no  8 : maison (vers 1930)[7].
- no  9 : maison (vers 1930)[8].
- no  12 : maison (1938)[9].
- no  17 : maison (vers 1930)[10].
- no  20 : maison.
- no  26 : maison (vers 1930)[11].
- no  28 : maison (vers 1930)[12].
- no  52 : maison (deuxième moitié du XXe siècle).

### Autres maisons
- no  23 : maison (deuxième moitié du XXe siècle).
- no  29 : maison toulousaine (deuxième moitié du XIXe siècle).

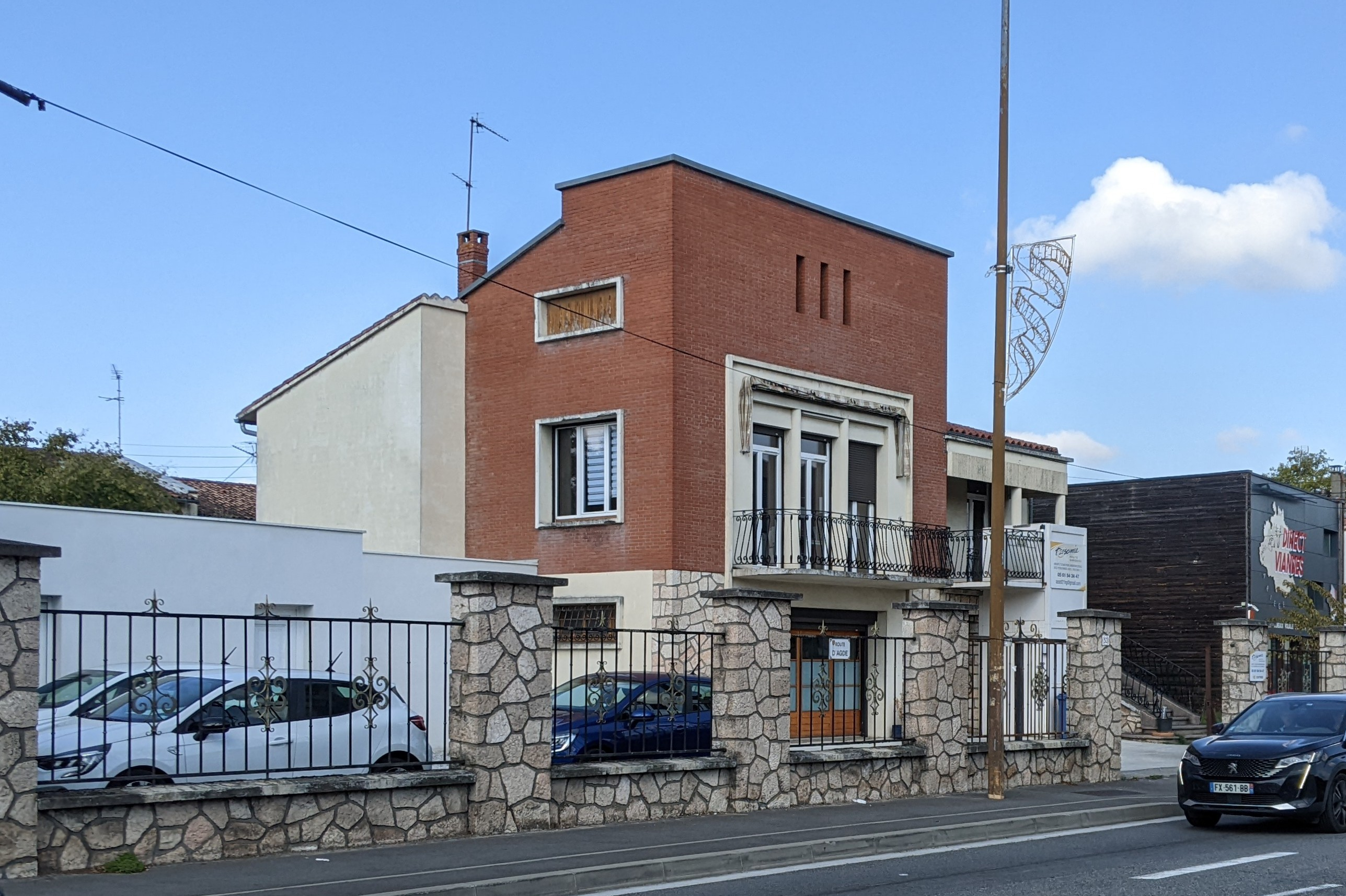
no 53 : maison.

- no  53 : maison (deuxième moitié du XXe siècle).

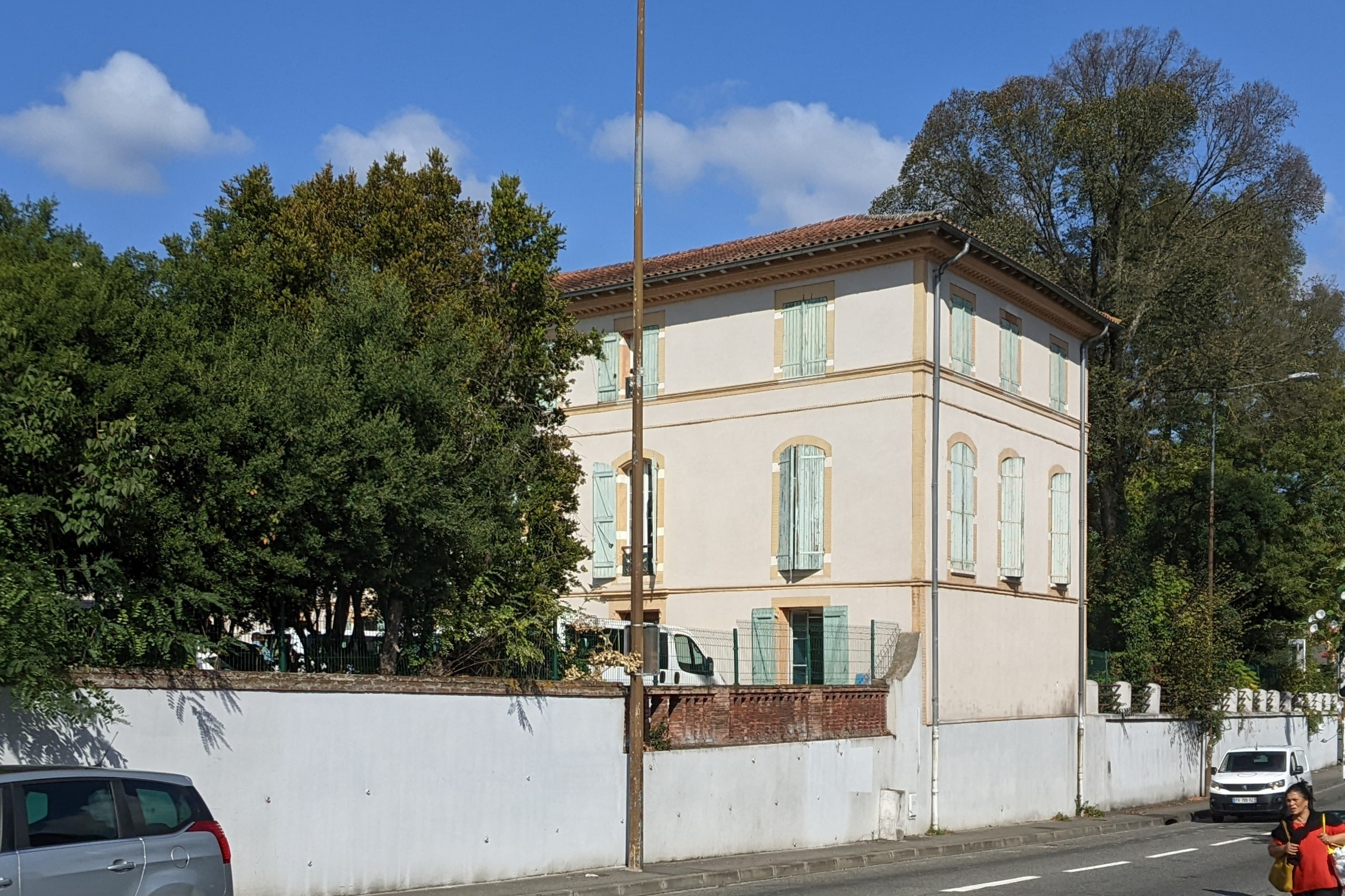
no 63 : maison de plaisance.

- no  63 : maison de plaisance. 
Une maison de plaisance est construite au XVIIIe siècle, puis remaniée dans le deuxième quart du XVIIIe siècle. Dans les années 1920, elle est occupée par la clinique Roquelaure[13]. Il appartient désormais à l'association Agir, Soigner, Éduquer, Insérer (ASEI), membre de la FEHAP, qui se consacre à l'accompagnement de personnes handicapées ou dépendantes. Le site est partagé entre les services de la maison d'accueil spécialisée Georges Delpech, l'établissement d'accueil non médicalisé Périole et le centre médico-psycho-pédagogique Le Capitoul. 
La maison de plaisance, imposant bâtiment de style néoclassique, se trouve au cœur d'un domaine à l'angle de la route d'Agde et du chemin de Nicol. Le bâtiment principal s'élève perpendiculairement à la route d'Agde. Il s'élève sur quatre niveaux, séparés par des cordons de brique : un sous-sol, un rez-de-chaussée et deux étages. Les élévations sont couronnées d'une corniche à denticules et modillons[14].

- no  78-80 : ferme. 
La ferme, construite dans la deuxième moitié du XIXe siècle, est bâtie en brique et en galet. La brique crue, utilisée pour les quatre travées de gauche du 1er étage, est protégée depuis 2011 par un crépi. Le bâtiment est disposé parallèlement à la route d'Agde. Les deux niveaux (rez-de-chaussée et comble) sont séparés par un cordon de brique. L'élévation est surmontée d'une corniche moulurée[15].

- no  84 : maison (deuxième moitié du XIXe siècle)[16].

### Zone verte des Argoulets
La zone verte des Argoulets est une vaste base de loisirs de 45 hectares, qui s'étale le long du périphérique entre l'avenue Jean-Chaubet au sud et la route d'Agde au nord. Depuis cette dernière, elle est accessible depuis le rond-point David-Freiman.

### Œuvre publique
- croix de carrefour[17].